# Néa Alikarnassós
Néa Alikarnassós är en ort i Grekland.   Den ligger i prefekturen Nomós Irakleíou och regionen Kreta, i den sydöstra delen av landet, 300 km söder om huvudstaden Aten. Néa Alikarnassós ligger 24 meter över havet och antalet invånare är 11 886.
Terrängen runt Néa Alikarnassós är platt åt sydväst, men åt sydost är den kuperad. Havet är nära Néa Alikarnassós åt nordost.Runt Néa Alikarnassós är det ganska tätbefolkat, med 58 invånare per kvadratkilometer. Närmaste större samhälle är Heraklion, 1,9 km sydväst om Néa Alikarnassós. Trakten runt Néa Alikarnassós består till största delen av jordbruksmark.